# Jean-Luc Assi
Pour les articles homonymes, voir Jean-Luc et Assi.
Jean-Luc Assi, né le 19 février 1964 à Abengourou dans la région de l'Indénié-Djuablin, est un homme politique ivoirien, membre du Rassemblement des houphouëtistes pour la démocratie et la paix (RHDP). 
De 2021 à 2023, il est ministre de l'Environnement et du Développement durable de la république de Côte d'Ivoire. Il est président du Conseil d'administration de la SODEMI depuis 2024, premier vice président du Conseil régional de la Mé et député d'Akoupé-commune et Bécouéfin-sous-préfecture.
En 2022, Jean-Luc Assi est désigné comme le meilleur ministre ivoirien.

## Biographie
Originaire de la région de la Mé, Jean-Luc Assi obtient plusieurs diplômes durant son cursus scolaire et universitaire ; dont un Baccalauréat en série C en 1987 au lycée moderne de Bondoukou, une maîtrise en sciences économiques option gestion d'entreprise à l’université d’Abidjan en 1991, un diplôme d’études spécialisées en finances d’entreprises au Centre d'études financières, économiques et bancaires en France en 1996, et un diplôme supérieur en management à l'université Paris-I-Panthéon-Sorbonne.

## Carrière professionnelle
C'est au Bureau national d'études techniques et de développement (BNETD), en 1993 que Jean-Luc Assi commence sa carrière professionnelle au poste de chargé d’études au secteur appui aux entreprises publiques et parapubliques. Quelques années après, il travaille à la GESTOCI (Société de gestion des stocks pétroliers de Côte d'Ivoire) ; d'abord comme Chef de département audit interne et contrôle de gestion de 1997 à 1998, ensuite en tant que directeur financier et comptable de ladite structure, enfin au poste de directeur administratif et financier chargé des finances, de la comptabilité, de l'administration, des affaires juridiques et assurance, et des ressources humaines, de décembre 2000 à février 2010.
Travaillant comme conseiller spécial du ministre des Mines et de l'Énergie d'avril 2010 à janvier 2011, Jean-Luc Assi occupe par la suite la fonction de consultant en restructuration et redressement des entreprises en difficulté jusqu'en 2013. Puis de janvier 2014 à décembre 2019, il travaille à l'Office national de l'Eau potable (ONEP) comme directeur administratif et financier avant d'intégrer l'équipe dirigeante de ladite institution en qualité de directeur général adjoint ; poste qu'il va occuper jusqu'à sa nomination à la tête du ministère de l'Environnement et du Développement durable, le 6 avril 2021. Le 17 octobre 2023 appelé à d’autres fonctions, il quitte le gouvernement après un remaniement ministériel. Le 6 juin 2024, il est nommé président du conseil d'administration de la Société pour le développement minier de la Côte d’Ivoire (SODEMI)

## Distinctions
- Prix Safam-Com 2006-2007 du meilleur Directeur financier des sociétés à participation financière de l'Etat[6],[4]
- Rapport 2022 de la Cour des comptes :  Jean-Luc Assi désigné meilleur ministre du gouvernement[7].